# The Daily Wire
The Daily Wire es un sitio web conservador estadounidense de noticias y opinión, cofundado en 2015 por los comentaristas políticos Ben Shapiro y Jeremy Boreing, quienes son el editor en jefe y el director ejecutivo del sitio, respectivamente.
Muchas de las historias del Daily Wire reempaquetan el periodismo de las organizaciones de noticias tradicionales añadiendo un sesgo conservador. Organizaciones de verificadores de hechos han dicho que algunas historias compartidas por The Daily Wire no están verificadas y que dicho medio a menudo tergiversa los hechos para promover un punto de vista partidista.

## Historia
The Daily Wire fue concebido por Ben Shapiro y Jeremy Boreing, quienes trabajaron para TruthRevolt , un sitio web de noticias que anteriormente fue financiado por el David Horowitz Freedom Center. Después de que el dúo obtuviera varios millones de dólares en fondos de Dan y Farris Wilks, The Daily Wire se lanzó en 2015, con varios ex empleados de TruthRevolt en el personal. La oficina del sitio web está en Los Ángeles, California.
The Daily Wire se ha convertido en uno de los principales sitios de noticias en Facebook en términos de engagement. En 2018, NewsWhip identificó a The Daily Wire como el principal editor de derecha en Facebook. Según NewsWhip, The Daily Wire fue el sexto editor líder en inglés en Facebook en 2019 hasta el mes de marzo. El sitio también tuvo el segundo mayor número de artículos entre las 10,000 principales historias de Facebook.
A partir de marzo de 2019, Podtrac clasificó al podcast The Ben Shapiro Show en The Daily Wire como el segundo podcast más popular en los Estados Unidos, Detrás de The Daily.
The Daily Wire demandó a la Administración de Seguridad y Salud Ocupacional en 2021 por requerir que todos los empleados de empresas con más de cien de ellos estén vacunados contra la COVID-19, y ganó ante la Corte Suprema de los Estados Unidos en 2022, invalidando dicha regla.

## Pódcast y radio
Además de su contenido escrito, el sitio produce los siguientes pódcast: The Ben Shapiro Show , The Michael Knowles Show , The Matt Walsh Show y The Andrew Klavan Show.
El alcance de The Ben Shapiro Show se expandió en abril de 2018 cuando Westwood One comenzó a sindicar el podcast a la radio.
En enero de 2019, Westwood One amplió el programa de podcast a radio de una hora de Ben Shapiro, agregando un programa de radio en vivo de dos horas sindicado a nivel nacional, durante tres horas de programación diaria de Ben Shapiro. A partir de marzo de 2019, según Westwood One, The Ben Shapiro Show está siendo llevado por más de 200 estaciones, incluso en nueve de los diez principales mercados.

## Cine
En 2022, The Daily Wire produjo el documental What is a Woman?, presentado por Matt Walsh. y dirigido por Justin Folk.

## Controversias
Según Snopes, "DailyWire.com tiene la tendencia de compartir historias que están fuera de contexto o no verificadas", incluidos informes sobre manifestantes que desenterraron tumbas confederadas, congresistas demócratas que se negaron a defender a la viuda del Navy SEAL caído y la Universidad  de Harvard  con ceremonias de inicio segregadas. Según FactCheck.org,  The Daily Wire acreditó incorrectamente al Secretario de Vivienda y Desarrollo Urbano, Ben Carson con encontrar más de $500 mil millones en errores contables cometidos por la administración de Obama. FactCheck.org informó que los errores fueron descubiertos y publicados por el inspector general independiente de HUD antes de que Ben Carson se convirtiera en secretario.
The Daily Wire ha publicado artículos que expresan negacionismo de que el cambio climático está ocurriendo y que los humanos contribuyen al cambio climático. Los científicos del clima han descrito los artículos como inexactos y engañosos.
El sitio web de investigación Popular Information acusó a The Daily Wire en octubre de 2019 de violar las políticas de Facebook al crear 14 páginas anónimas que promocionan su contenido exclusivamente para impulsar el compromiso. Una nueva política de Facebook podría obligarlos a agregar su propiedad a sus páginas. Facebook le dijo a Popular Information que no tomaría ninguna medida contra The Daily Wire.